# Duellmanohyla uranochroa
Duellmanohyla uranochroa är en groddjursart som först beskrevs av Cope 1875.  Duellmanohyla uranochroa ingår i släktet Duellmanohyla och familjen lövgrodor. IUCN kategoriserar arten globalt som akut hotad. Inga underarter finns listade i Catalogue of Life.